# Аташиене (станция)
А́ташиене (латыш. Atašiene) — железнодорожная станция на линии Крустпилс — Резекне II. Находится на территории Аташиенской волости Крустпилсского края в Латгалии, Латвия, приблизительно в 1,5 км от центра волости — посёлка Аташиене.

## История
Станция под названием «Борх», построена в 1901 г. на землях, отчуждённых у барона Борха, от фамилии которого и получила своё наименование. В 1921 г. переименована в «Атайшиене» и в 1929 г. в «Аташиене». Первоначальное деревянное здание станции не сохранилось. Построенное на его месте пассажирское здание из красного кирпича находится близ пересечения путей с автодорогой P62.